# Tatiana Nabieva
Tatiana Nabieva, em russo: Татьяна Набиева, (São Petersburgo, 21 de novembro de 1994) é uma ginasta russa que compete em provas de ginástica artística. 
Tatiana integrou a equipe russa que conquistou pela primeira vez, após a dissolução da União Soviética em 1991, a medalha de ouro na prova coletiva, durante o Mundial de Roterdã, em 2010. Em abril, já tinha competido pela seleção que disputou o Europeu de Birmingham, no qual saiu com duas medalhas, sendo uma de ouro.

## Carreira
Iniciada no desporto aos seis anos de idade, a ginasta disputou seu primeiro evento internacional três anos depois, em 2003. Aos doze anos, disputou sua primeira competição pela equipe russa, o 10'th Siska Gym International. Nele, conquistou o ouro no salto sobre a mesa e a prata nas barras assimétricas e no concurso geral. No ano seguinte, no Gymnix International, disputado em Montreal, conquistou três medalhas de ouro: por equipes, no individual geral e nas assimétricas, no salto e no solo foi vice-campeã e na trave de equilíbrio foi terceira colocada. Em 2008, deu-se a maior competição de sua categoria, o Campeonato Europeu Júnior, realizado em Clermont-Ferrand. No evento, conquistou a medalha de ouro na prova coletiva, individual e na trave de equilíbrio; nas barras assimétricas e no salto sobre a mesa, obteve nota suficiente apenas para a segunda colocação.
Em 2009, disputou o Campeonato Nacional Russo, no qual encerrou com a medalha de bronze por equipes e no all around. No compromisso seguinte, deu-se a Japan Cup, em que encerrou novamente terceira colocada no geral e vice-campeã por equipes. Em março do ano seguinte, novamente em uma edição do Nacional, foi medalhista de ouro nas paralelas assimétricas, com uma pontuação de 15,150. No salto sobre a mesa, foi medalhista de bronze. Adiante, disputou o Campeonato Europeu, realizado em Birmingham. Nele, ao lado de uma equipe tecnicamente forte, superou as britânicas e as romenas, segunda e terceira colocadas, respectivamente, e foi campeã da prova coletiva. Classificada para duas finais individuais, conquistou medalha em apenas uma delas: no salto sobre a mesa, pontuou na média dos dois saltos, 14,150, suficiente para deixá-la na terceira colocação. A campeã da prova foi a compatriota Ekaterina Kurbatova; nas barras assimétricas, a ginasta encerrou 0,075 pontos atrás da medalhista de bronze, assim, quarta colocada. A britânica Beth Tweddle, campeã no aparelho na edição anterior, confirmou o favoritismo e encerrou campeã, ao somar 15,875 pontos.